# Les Charmontois
Les Charmontois sont une commune française, située dans le département de la Marne en région Grand Est.

## Géographie

### Localisation
Les Charmontois se trouvent dans l'est du département de la Marne, en région Grand Est, à la limite avec le département de la Meuse. La commune appartient à la région agricole de l'Argonne.
La commune des Charmontois s'étend sur une superficie de 1 465 hectares. Sur son territoire, l'altitude varie de 149 à 181 mètres. Le village — composé de Charmontois l'Abbé à l'est et de Charmontois le Roi à l'ouest — est traversé par l'Aisne. L'ouest de la commune est occupé par la Forêt de Belval, le Bois de Vauréal et le Bois de Roches ainsi que plusieurs étangs.
Par la route, Les Charmontois se situent à 52 km de Châlons-en-Champagne, préfecture de la Marne, à 29 km de Bar-le-Duc, préfecture de la Meuse, et à 26 km de Sainte-Menehould, bureau centralisateur du canton d'Argonne Suippe et Vesle dont dépend Les Charmontois depuis 2015. La commune fait en outre partie du bassin de vie de Sainte-Menehould.
À quelques kilomètres se trouve la réserve naturelle régionale des étangs de Belval-en-Argonne.
Les Charmontois sont limitrophes de 8 communes :
| Le Vieil-Dampierre   | Éclaires          | Senard, Triaucourt-en-Argonne |
| La Neuville-aux-Bois | Charmontois       |                               |
| Le Châtelier         | Belval-en-Argonne | Lisle-en-Barrois              |

### Hydrographie

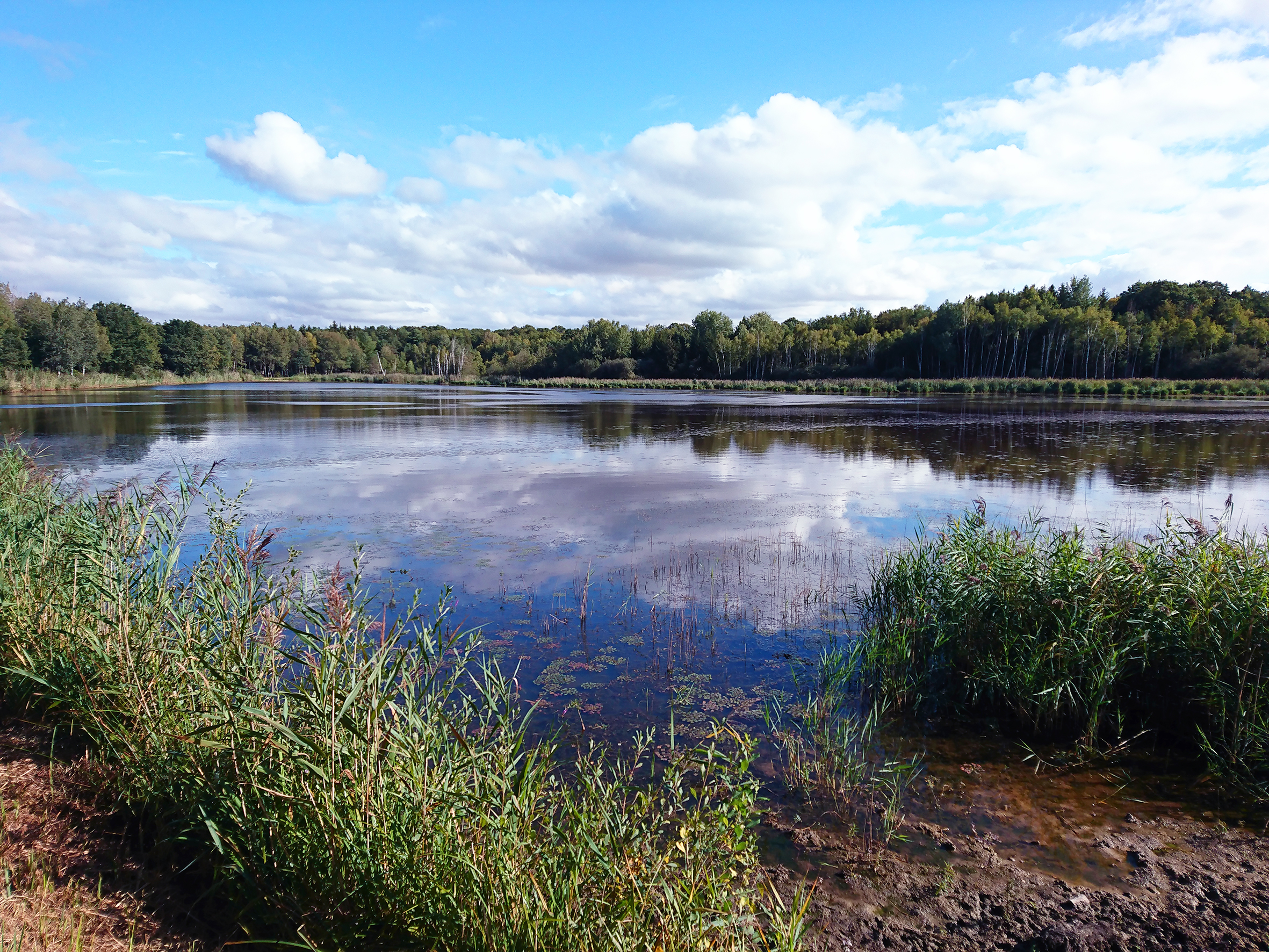
L'étang des Épinettes.

La commune est dans la région hydrographique « la Seine du confluent de l'Oise (inclus) à l'embouchure » au sein du bassin Seine-Normandie. Elle est drainée par l'Aisne, le Coubreuil, le Fossé 01 de la commune des Charmontois, le Fossé 03 de la commune des Charmontois, le Fossé 05 de la commune des Charmontois, le ruisseau de l'Étang de Braux Foret, le ruisseau de Vernaux Fays, divers bras de l'Aisne,.
L'Aisne est un  cours d'eau naturel navigable de 256 km de longueur, traversant les cinq départements Meuse, Marne, Ardennes, Aisne, Oise. Elle est un affluent de rive gauche de l'Oise, ce qui fait d'elle un sous-affluent de la Seine. 
Le Coubreuil, d'une longueur de 11 km, prend sa source dans la commune de Belval-en-Argonne et se jette dans l'Aisne sur la commune, après avoir traversé quatre communes. 
Quatre plans d'eau complètent le réseau hydrographique : le plan d'eau du Bois de Vauréal (9 ha), l'étang des Épinettes (5,5 ha), l'étang Fourchu, d'une superficie totale de 3,1 ha (3 ha sur la commune) et l'étang la Dame (1,7 ha),.

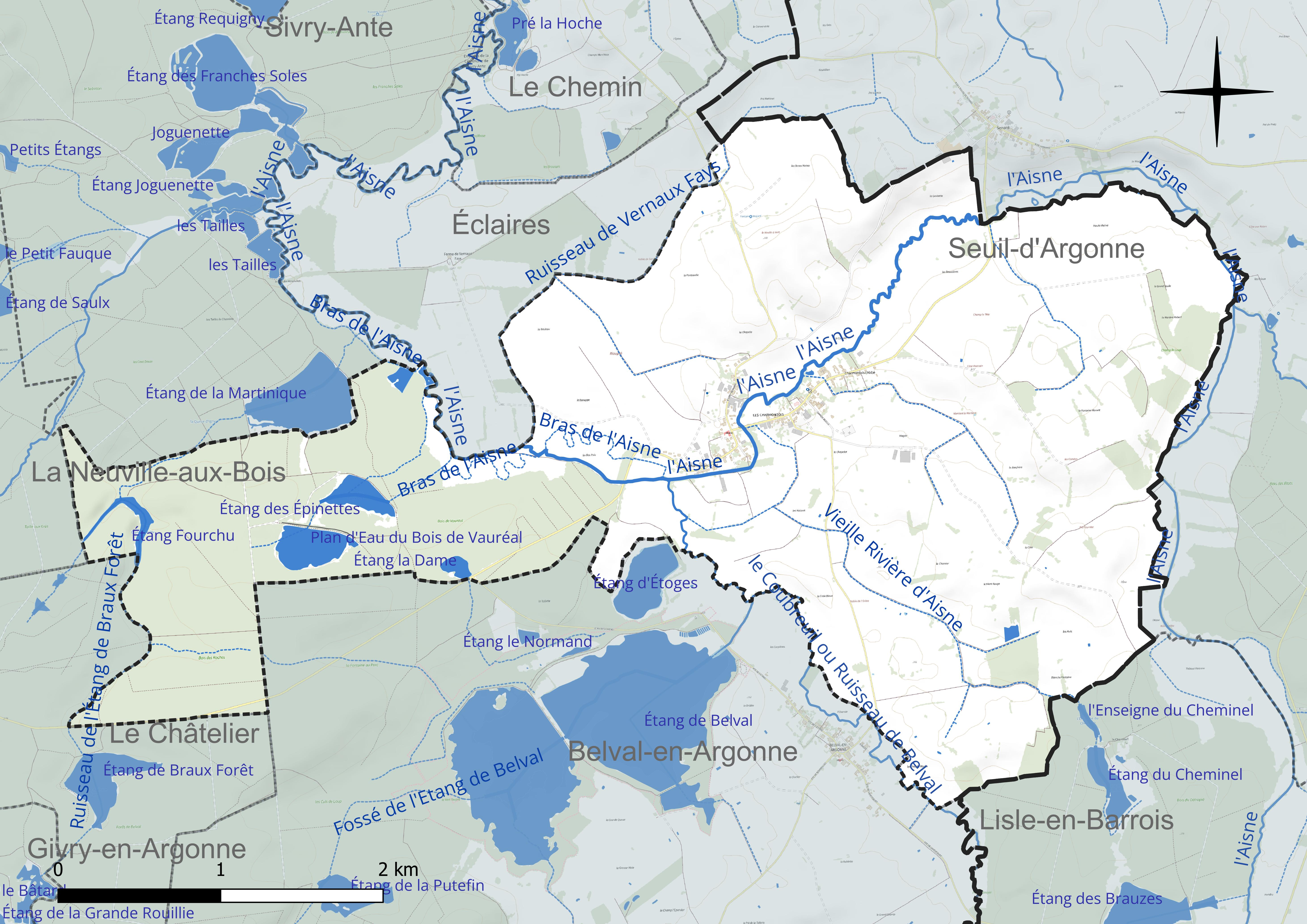
Réseau hydrographique des Charmontois.

### Climat
Pour des articles plus généraux, voir Climat du Grand Est et Climat de la Marne.
En 2010, le climat de la commune est de type climat des marges montargnardes, selon une étude du Centre national de la recherche scientifique s'appuyant sur une série de données couvrant la période 1971-2000. En 2020, Météo-France publie une typologie des climats de la France métropolitaine dans laquelle la commune est exposée à un climat océanique altéré et est dans une zone de transition entre les régions climatiques « Nord-est du bassin Parisien » et « Lorraine, plateau de Langres, Morvan ». 
Pour la période 1971-2000, la température annuelle moyenne est de 10 °C, avec une amplitude thermique annuelle de 15,8 °C. Le cumul annuel moyen de précipitations est de 895 mm, avec 13,4 jours de précipitations en janvier et 9,2 jours en juillet. Pour la période 1991-2020, la température moyenne annuelle observée sur la station météorologique de Météo-France la plus proche, « Triaucourt_sapc », sur la commune de Seuil-d'Argonne à 5 km à vol d'oiseau, est de 11,0 °C et le cumul annuel moyen de précipitations est de 796,7 mm. 
La température maximale relevée sur cette station est de 40,1 °C, atteinte le 25 juillet 2019 ; la température minimale est de −17,8 °C, atteinte le 20 décembre 2009,,. 
Les paramètres climatiques de la commune ont été estimés pour le milieu du siècle (2041-2070) selon différents scénarios d'émission de gaz à effet de serre à partir des nouvelles projections climatiques de référence DRIAS-2020. Ils sont consultables sur un site dédié publié par Météo-France en novembre 2022.

## Urbanisme

### Typologie
Au 1er janvier 2024, Les Charmontois sont catégorisés commune rurale à habitat très dispersé, selon la nouvelle grille communale de densité à sept niveaux définie par l'Insee en 2022.
Elle est située hors unité urbaine. Par ailleurs la commune fait partie de l'aire d'attraction de Sainte-Menehould, dont elle est une commune de la couronne,. Cette aire, qui regroupe 50 communes, est catégorisée dans les aires de moins de 50 000 habitants,.

### Occupation des sols
L'occupation des sols de la commune, telle qu'elle ressort de la base de données européenne d’occupation biophysique des sols Corine Land Cover (CLC), est marquée par l'importance des territoires agricoles (71,8 % en 2018), une proportion sensiblement équivalente à celle de 1990 (72,6 %). La répartition détaillée en 2018 est la suivante : 
prairies (44,5 %), forêts (25 %), terres arables (23,8 %), zones agricoles hétérogènes (3,4 %), zones urbanisées (3,1 %), eaux continentales (0,2 %). L'évolution de l’occupation des sols de la commune et de ses infrastructures peut être observée sur les différentes représentations cartographiques du territoire : la carte de Cassini (XVIIIe siècle), la carte d'état-major (1820-1866) et les cartes ou photos aériennes de l'IGN pour la période actuelle (1950 à aujourd'hui).

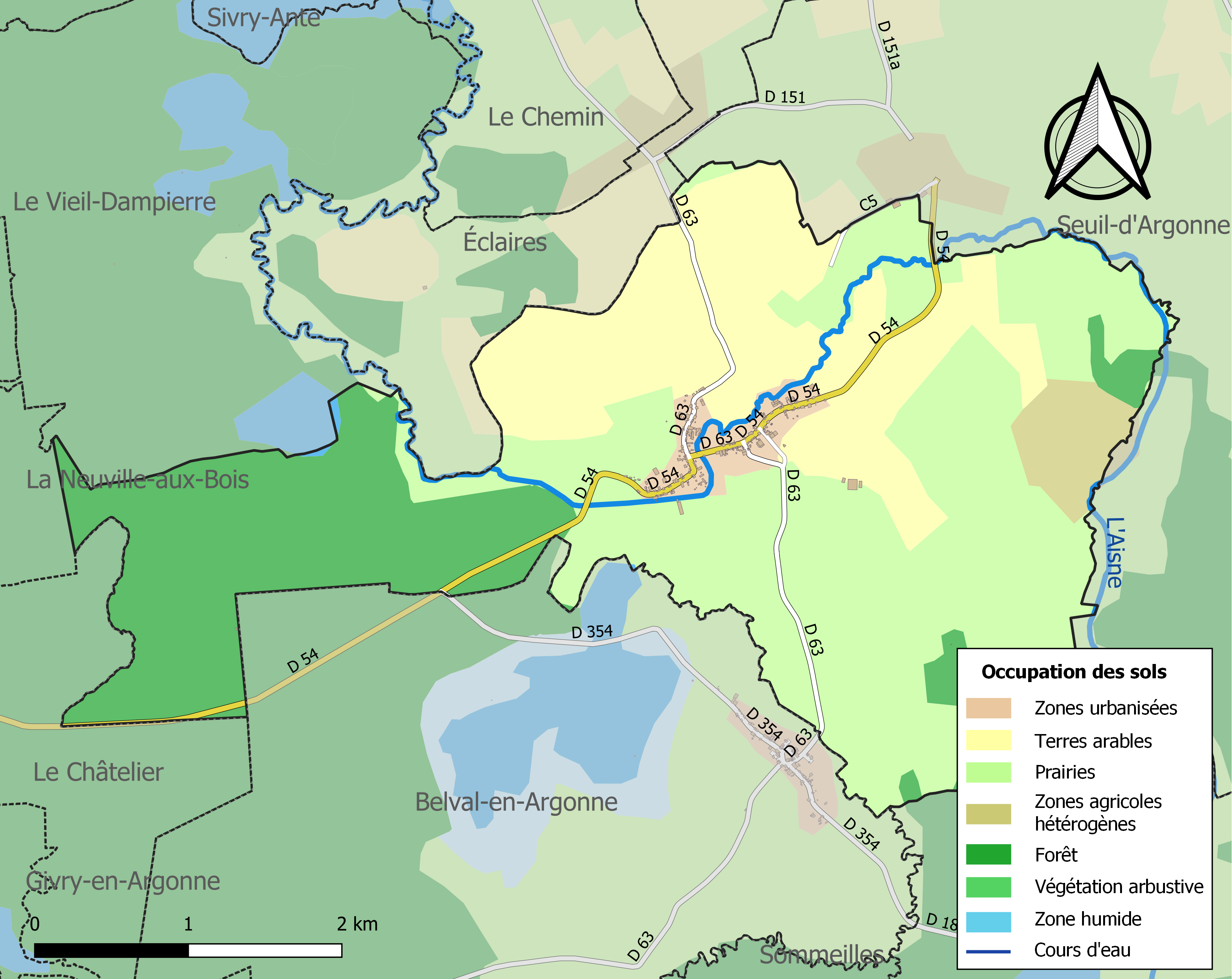
Carte des infrastructures et de l'occupation des sols de la commune en 2018 (CLC).

## Toponymie
La commune des Charmontois est née en 1946 de la fusion des communes de Charmontois-le-Roi et de Charmontois-l'Abbé.
Charmontois-le-Roi était attesté sous les formes : Chaumuntois (1218) ; Chaumontois (vers 1300) ; Chermontois (1338) ; Charmontoys (vers 1338) ; Charmontois (1405) ; Chermontoix-le-Roi (1412) ; Chermontoy-le-Roy (1508) ; Chermontois-le-Roi (1518) ; Charmontois-le-Roy (1539) ; Charmontoy-le-Roy (1662) ; Charmontois (1794). Elle porte le nom de Charmontois-sur-Aisne durant la Révolution.
Le nom du lieu est composé de Charmontois et le roi, « du roi » (le comte de Champagne, roi de Navarre).
Charmontois-l'Abbé était attesté sous les formes : Ecclesia Beate Marie de Charmontois (1294) ; Chermontois-l'Abbé (1518) ; Charmontoys-l'Abbé (1542) ; Chermontoys-l'Abbé (1588) ; Curiale beneficium Beate Marie de Caromonte, vulgo Charmontois (1775). Elle porte le nom de Charmontel puis Orme-sur-Aisne durant la Révolution.
Le nom du lieu est composé de Charmontois et l'abbé, faisant référence à l'abbé Saint Rouin, fondateur du monastère de Beaulieu-en-Argonne.

## Histoire

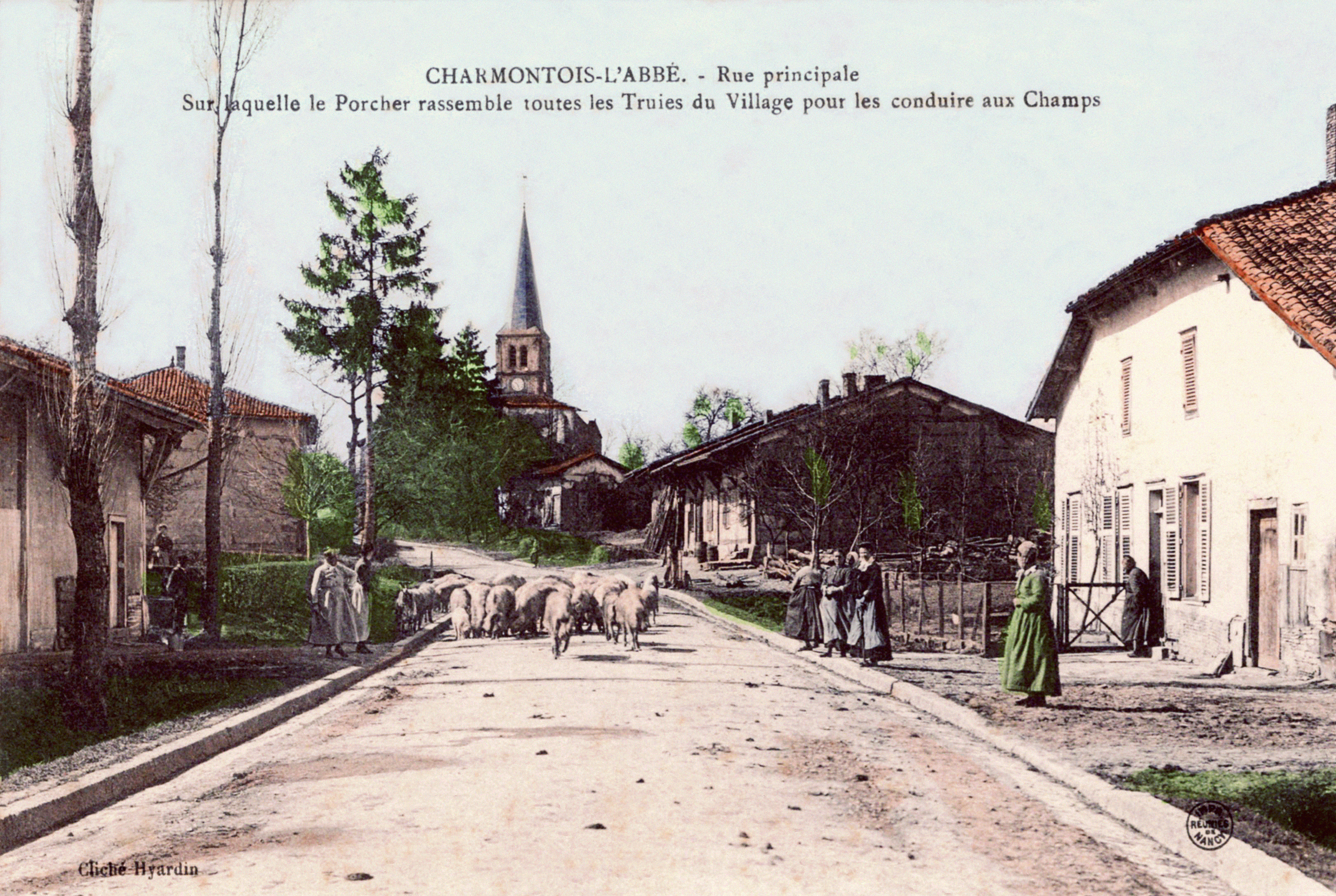
Charmontois-l'Abbé en 1906.

À la mort de l'empereur Charlemagne, le traité de partage de son Empire en 843 fit de l'Argonne à la fois une terre d'Empire et une terre du royaume de France, les rivières Biesme et Aisne tenant lieu de frontière commune. On retrouve actuellement cette rivière Aisne comme formant la limite entre les deux anciens villages de Charmontois-le-Roi et Charmontois-l'Abbé.
Le nom de Charmontois (le-Roi) apparaît dans un texte écrit dans une charte du comte de Dampierre en 1225. Celui de Charmontois (l'Abbé) nait dans un texte écrit avec la charte d'affranchissement octroyée au mois de juillet 1293 par l'Abbaye de Beaulieu. Cette acte faisait une distinction assez rare entre une moitié de ses habitants purement affranchie et l'autre moitié encore soumise aux redevances.
Charmontois-l'Abbé resta sous la coupe de l'abbaye de Beaulieu tandis que Charmontois-le-Roi dépendit des seigneurs successifs de Belval-en-Argonne. Le dernier fut Robert Jannel de Vauréal, « chevalier seigneur comte de Belval, seigneur de Charmontoy-le-Roy, Le Chatelier, Vauréal, Vassonnay, des Dormans, fiefs de Putefin et Jean-le-Maréchal »
| Durant la Révolution, pour suivre le décret de la Convention du 25 vendémiaire an II invitant les communes ayant des noms pouvant rappeler les souvenirs de la royauté, de la féodalité ou des superstitions, à les remplacer par d'autres dénominations, la commune de Charmontois-l'Abbé change de nom pour Charmontel, puis Orme-sur-Aisne. |

Celle de Charmontois-le-Roi est rebaptisée Charmontois-sur-Aisne.
Une certaine rivalité allait se développer entre les habitants de Charmontois-le-Roi et ceux de Charmontois-l'Abbé, les règlements de compte se faisant à la limite entre les deux villages.
En juin 1940, les deux villages sont incendiés lors des combats de la Bataille de France. La Libération venue, il s'agit de reconstruire. Le commissaire général à la reconstruction suggère d'envisager la fusion des deux communes. Louis Patizel, maire de Charmontois-le-Roi va faire passer cette idée dans les faits. Seuls les monuments aux morts respectifs, vestiges d'un passé douloureux, conservent les appellations anciennes.
Comme dans nombre de communes argonnaises, l'exode rural provoqua une baisse importante de la démographie.

## Politique et administration
Par décret du 29 mars 2017, l'arrondissement de Sainte-Menehould est supprimée et la commune est intégrée le 31 mars 2017 à l'arrondissement de Châlons-en-Champagne.

### Intercommunalité
La commune, qui n'était membre d'aucune intercommunalité, a rejoint à sa création, le 1er janvier 2014, la communauté de communes de l'Argonne Champenoise.

### Liste des maires

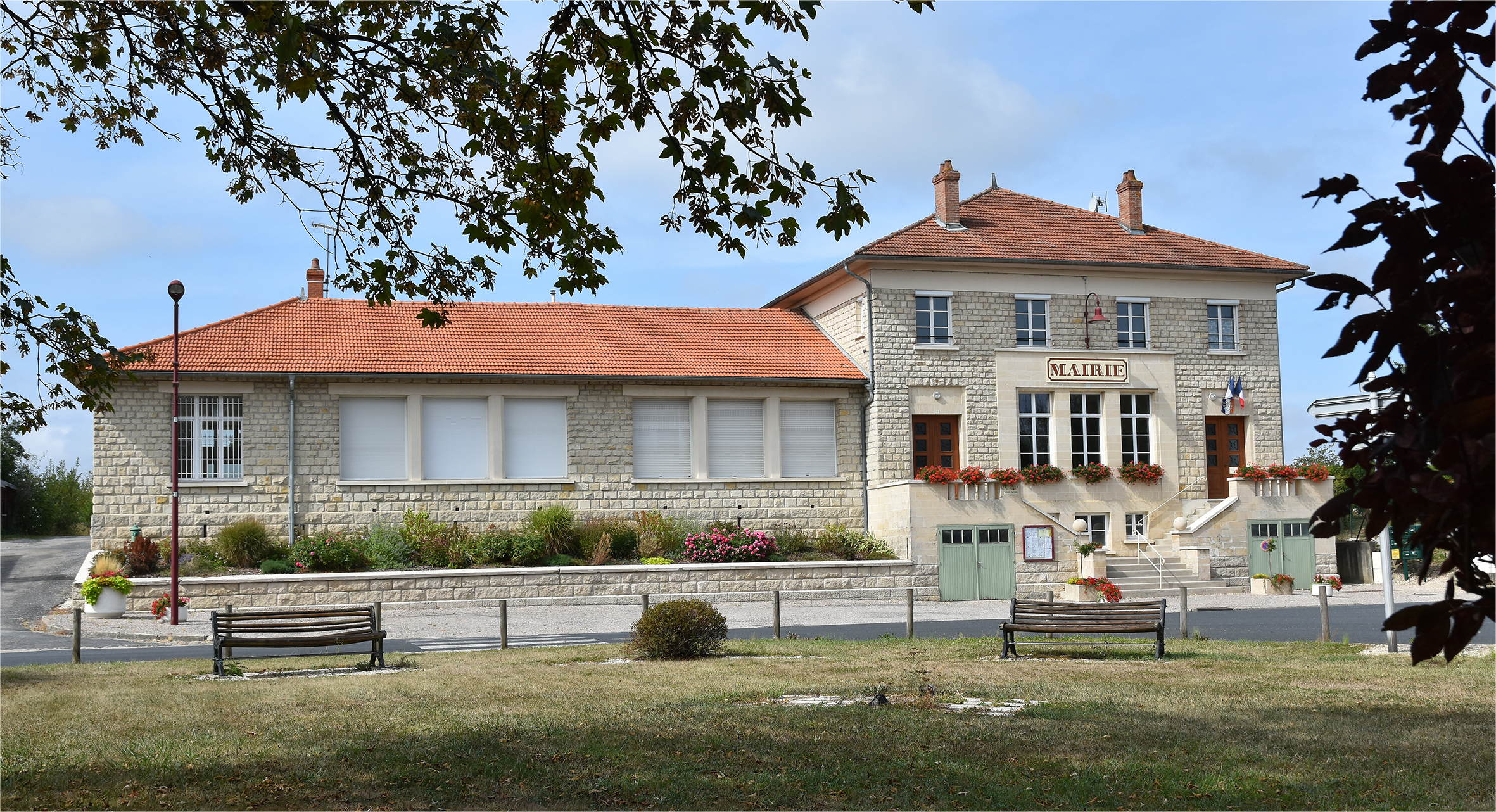
La Mairie des Charmontois

Cette liste débute en 1946, année de création de la commune des Charmontois, à la suite de la fusion de Charmontois-le-Roi et Charmontois-l'Abbé. 
| Période                                  | Période  | Identité          | Étiquette | Qualité     |
| ---------------------------------------- | -------- | ----------------- | --------- | ----------- |
| Les données manquantes sont à compléter. |          |                   |           |             |
| 1946                                     | 1962     | Louis Patizel     |           | Agriculteur |
| 1962                                     | 1977     | Léon Chaudron     |           | Boulanger   |
| 1977                                     | 1995     | Bernard Patizel   |           | Agriculteur |
| 1995                                     | 2008     | Claude Limal      |           | Agriculteur |
| 2008                                     | 2014     | Luigi Forciniti   |           | Commercial  |
| 2014                                     | 2020     | François Mathieu  |           | Assureur    |
| 2020                                     | En cours | Dominique Patizel |           | Agriculteur |

## Équipements et services publics

### Postes et télécommunications
Deux boîtes aux lettres de La Poste se trouvent sur le territoire de la commune, place Louis Patizel et rue de Lorraine. Le bureau de poste le plus proche est situé à Seuil-d'Argonne, dans la Meuse, à environ 5 km des Charmontois .

### Justice, sécurité et secours
Du point de vue judiciaire, Les Charmontois relèvent du conseil de prud'hommes, du tribunal de commerce, du tribunal judiciaire, du tribunal paritaire des baux ruraux et du tribunal pour enfants de Châlons-en-Champagne, dans le ressort de la cour d'appel de Reims. Pour le contentieux administratif, la commune dépend du tribunal administratif de Châlons-en-Champagne et de la cour administrative d'appel de Nancy.
Les Charmontois sont situés en secteur Gendarmerie nationale et dépendent de la brigade de Givry-en-Argonne.
En matière d'incendie et de secours, la caserne la plus proche est celle de Givry-en-Argonne, rattachée au Service départemental d'incendie et de secours (SDIS) de la Marne. 

## Démographie
L'évolution du nombre d'habitants est connue à travers les recensements de la population effectués dans la commune depuis 1793. Pour les communes de moins de 10 000 habitants, une enquête de recensement portant sur toute la population est réalisée tous les cinq ans, les populations de référence des années intermédiaires étant quant à elles estimées par interpolation ou extrapolation. Pour la commune, le premier recensement exhaustif entrant dans le cadre du nouveau dispositif a été réalisé en 2005.
En 2022, la commune comptait 119 habitants, en stagnation par rapport à 2016 (Marne : −1,19 %, France hors Mayotte : +2,11 %).
| 1793 | 1800 | 1806 | 1821 | 1831 | 1836 | 1841 | 1846 | 1851 |
| ---- | ---- | ---- | ---- | ---- | ---- | ---- | ---- | ---- |
| 223  | 322  | 294  | 290  | 249  | 308  | 318  | 318  | 324  |

| 1856 | 1861 | 1866 | 1872 | 1876 | 1881 | 1886 | 1891 | 1896 |
| ---- | ---- | ---- | ---- | ---- | ---- | ---- | ---- | ---- |
| 299  | 285  | 270  | 264  | 253  | 226  | 211  | 214  | 211  |

| 1901 | 1906 | 1911 | 1921 | 1926 | 1931 | 1936 | 1946 | 1954 |
| ---- | ---- | ---- | ---- | ---- | ---- | ---- | ---- | ---- |
| 203  | 179  | 196  | 200  | 167  | 147  | 156  | 161  | 273  |

| 1962 | 1968 | 1975 | 1982 | 1990 | 1999 | 2005 | 2006 | 2010 |
| ---- | ---- | ---- | ---- | ---- | ---- | ---- | ---- | ---- |
| 273  | 228  | 194  | 187  | 162  | 151  | 142  | 144  | 127  |

| 2015 | 2020 | 2022 | - | - | - | - | - | - |
| ---- | ---- | ---- | - | - | - | - | - | - |
| 121  | 116  | 119  | - | - | - | - | - | - |

| 1793 | 1800 | 1806 | 1821 | 1831 | 1836 | 1841 | 1846 |
| ---- | ---- | ---- | ---- | ---- | ---- | ---- | ---- |
| 272  | 288  | 271  | 269  | 285  | 296  | 305  | 302  |

| 1851 | 1856 | 1861 | 1866 | 1872 | 1876 | 1881 | 1886 |
| ---- | ---- | ---- | ---- | ---- | ---- | ---- | ---- |
| 281  | 265  | 254  | 242  | 351  | 240  | 208  | 194  |

| 1891 | 1896 | 1901 | 1906 | 1911 | 1921 | 1926 | 1931 |
| ---- | ---- | ---- | ---- | ---- | ---- | ---- | ---- |
| 195  | 209  | 198  | 183  | 188  | 146  | 137  | 137  |

| 1936 | 1946 | - | - | - | - | - | - |
| ---- | ---- | - | - | - | - | - | - |
| 143  | 113  | - | - | - | - | - | - |

## Culture locale et patrimoine

### Église de la Nativité-de-la-Sainte-Vierge
L’église, construite en pierre de Savonnières (Lorraine), est située sur le territoire du village de Charmontois-l’Abbé. Dédiée à la Nativité de la Vierge Marie, elle est aussi appelée Notre-Dame de la Trinité. Aucune église n’a existé à Charmontois-le-Roi sauf, peut-être, un petit oratoire au lieu-dit « La Chapelle » situé à la sortie du village en allant vers Sainte-Menehould mais cela n’a pu être prouvé.
Le chœur et le transept datent du XVe siècle. Les voûtes gothiques de la nef ont été partiellement reconstruites au XIXe siècle. Le clocher en pierre date de la fin du XIXe siècle ; il remplace l’ancien clocher en bois et contient trois cloches : les deux plus récentes ont été fondues en 1973 ; il s’agit de Françoise Augustine Marie-Anne (300 kg) et Marie-Odile-Raoul (180 kg). Dans la nef, les vitraux du XIXe siècle siècle forment un bel ensemble.
À noter également une Vierge en bois doré du XVIIIe siècle siècle  Inscrit MH (1974), un Christ en croix du XVIIe siècle  Inscrit MH (1974) et des fonts baptismaux en pierre du XVIIe siècle  Inscrit MH (1974).

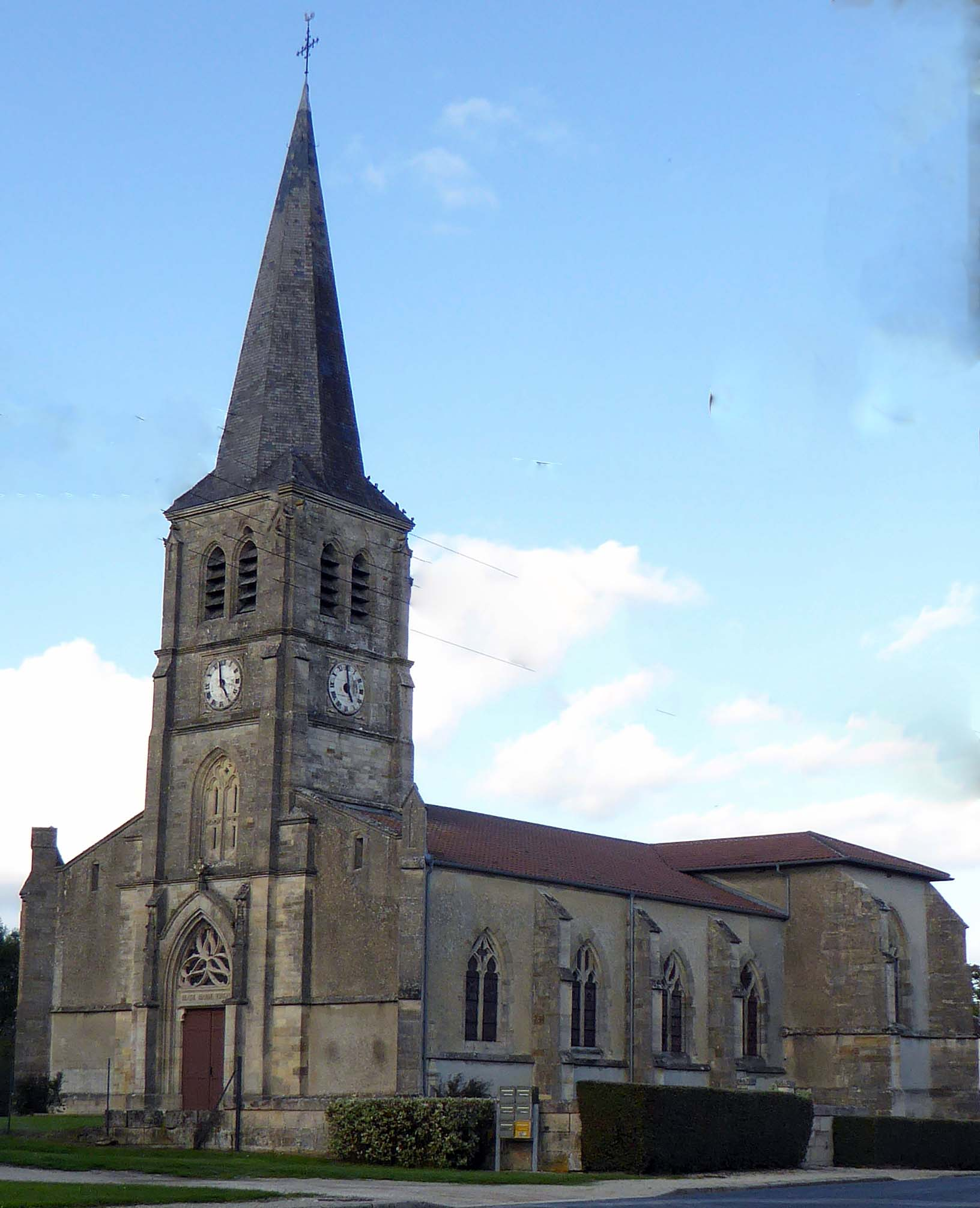
L'église des Charmontois.
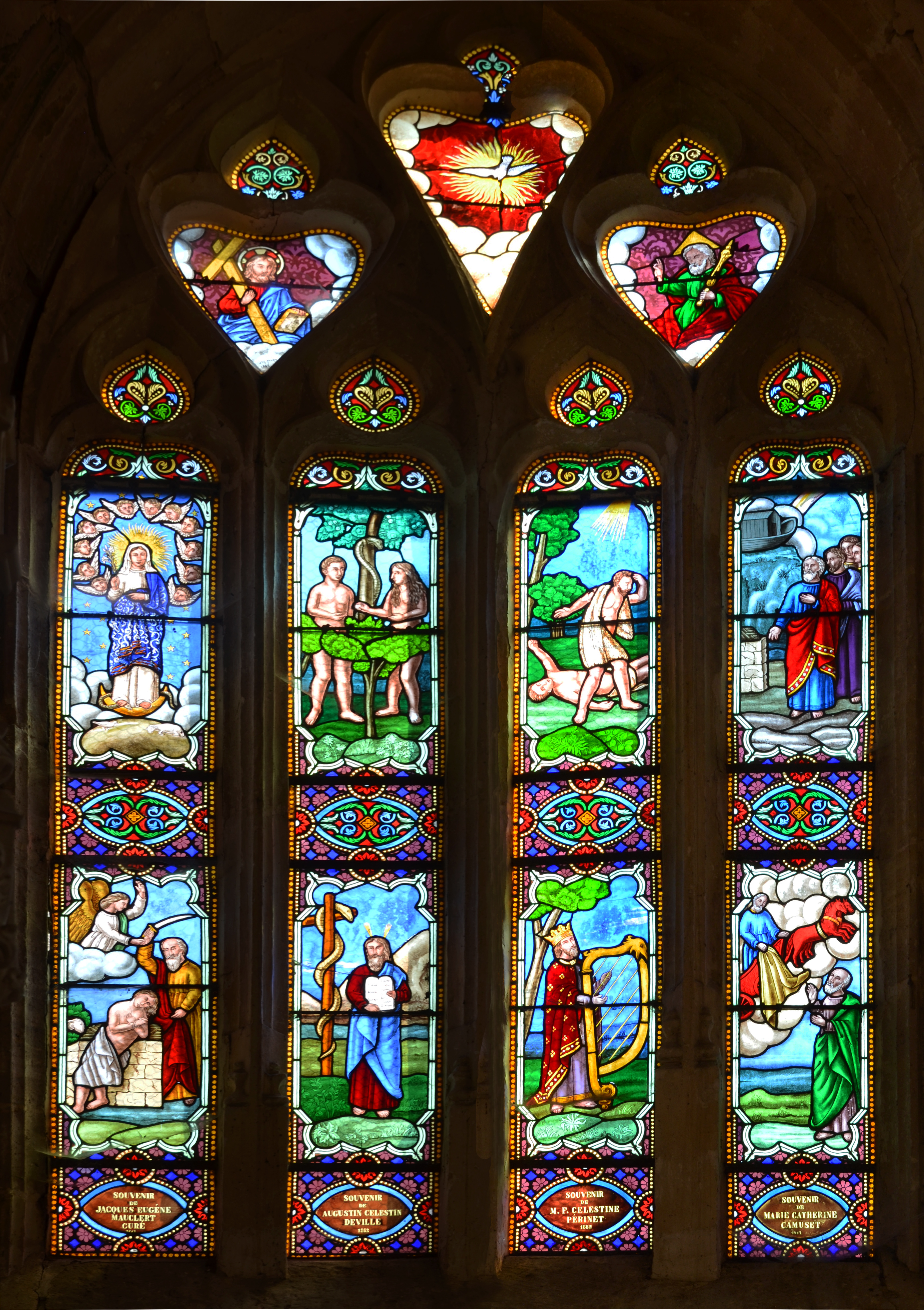
Le vitrail du chœur.

### Autres lieux et monuments
La Piéteuse est une croix en pierre située sur le chemin du cimetière. Elle fut érigée en 1780 par Pierre Belval et Catherine Huguet son épouse en souvenir de leur fille décédée à 21 ans d'une épidémie de dyssentrie.
La Danse est un endroit situé en forêt, près du pont de Soret, où a lieu depuis des temps immémoriaux la fête patronale de la commune. C'est une zone de pique-nique très appréciée sous des chênes centenaires.

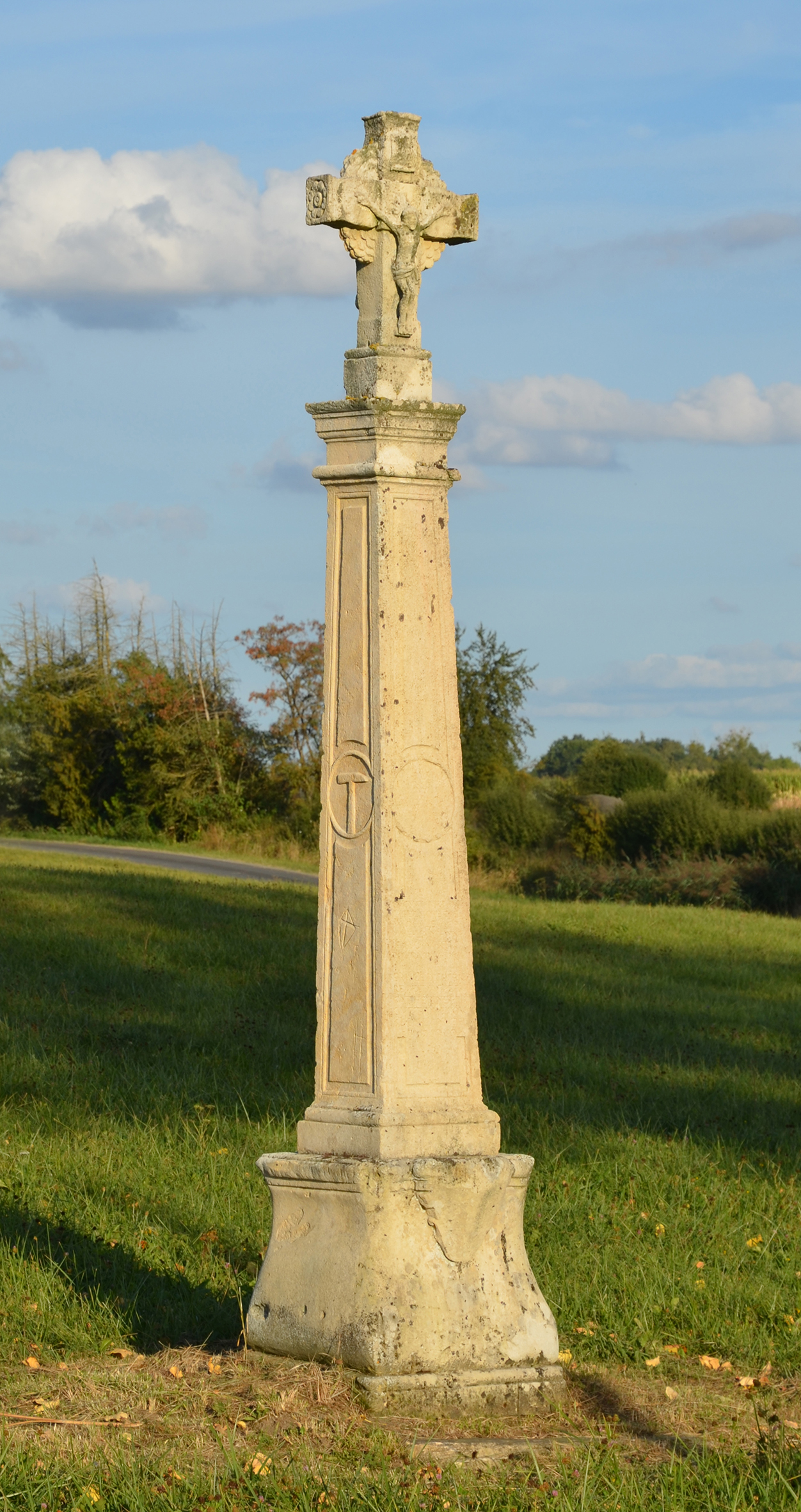
La Piéteuse.
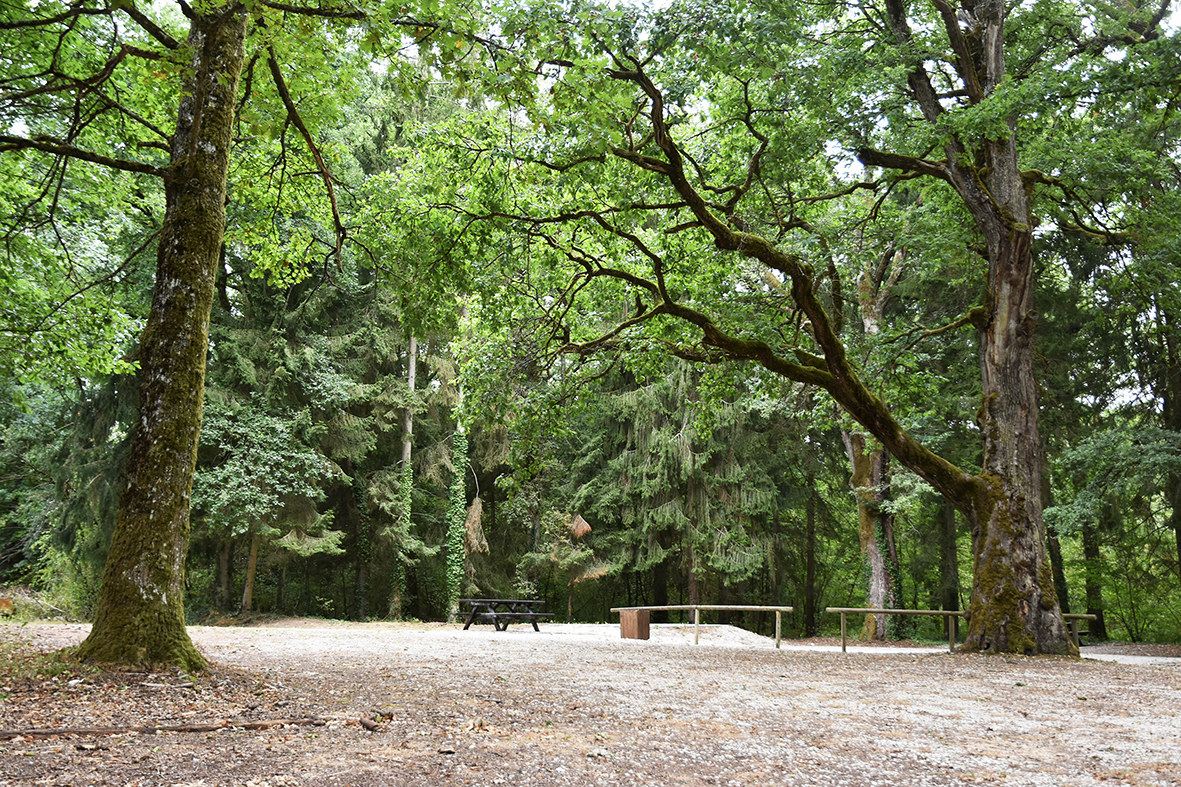
La Danse.

### Personnalités liées à la commune
- Henri Patizel (1871-1960), agriculteur, maire de Charmontois-le-Roi, puis de Givry-en-Argonne, conseiller général et sénateur de la Marne. Il sera également le premier président de la chambre d'agriculture de la Marne. Ses qualités lui valent la croix de chevalier de la Légion d'Honneur le 10 janvier 1931. Au Sénat, Patizel s'inscrit au groupe de la gauche démocratique. L'activité parlementaire de ce paysan fut tout entière consacrée à l'agriculture. Elu maire de Givry-en-Argonne en 1929, il démissionna en mars 1945 et fut réélu le 20 mai de la même année. Il resta maire de Givry-en-Argonne jusqu'en 1959[45].
- Louis Patizel (1902-1962), son fils, maire de Charmontois-le-Roi. Il fut l'artisan de la fusion des deux communes de Charmontois-le-Roi et Charmontois-l'Abbé. La place principale de la commune porte désormais son nom.

### Héraldique
| Blason de Les Charmontois | Blason  | Coupé cannelé de trois pièces, celle du centre plus grande: au 1er parti au I d'azur à la fleur de lis d'or, au II de gueules au crosseron d'or, au 2e de sinople à deux akènes de charme d'or, celui de dextre posé en bande, celui de senestre posé en barre; et brochant sur la partition, un filet cannelé d'argent, les dents écimées. Soutien de l’écu : deux rameaux de saule supportés, feuillés de sinople et fruités d’or, passés en sautoir. Ornements extérieursLES CHARMONTOIS en lettres de sable sur un listel d’or au revers de gueules et 2 rameaux de saules. |
| Blason de Les Charmontois | Détails | Création Robert André Louis et Dominique Lacorde. Adopté le 12 juin 2020. |